# Francesco Pantaleoni
Francesco Pantaleoni (Treviso, 12 novembre 1929 – Treviso, 28 agosto 2008) è stato un calciatore italiano, di ruolo centrocampista.
Era noto come Pantaleoni II per distinguerlo dai fratelli, tutti calciatori, Isidoro (o Pantaleoni I), Mario (o Pantaleoni III) e Giancarlo (o Pantaleoni IV).

## Caratteristiche tecniche
Interno di centrocampo, era dotato nella visione di gioco, era un buon corridore e rifinitore. Talvolta veniva impiegato come ala, ruolo nel quale sfruttava le sue abilità con il destro.

## Carriera
Comincia la sua carriera nel Treviso in Serie C, ottenendo la promozione in Serie B a fine stagione. Durante la sua esperienza a Treviso è soprannominato Bagoina per via della sua magrezza.
Nel 1950 passa al Bologna, dove in tre stagioni colleziona 14 partite in Serie A. Il 20 ottobre del 1950, durante una sfida contro la Juventus, contrae la pleurite, che avrebbe potuto portarlo al decesso perché un antibiotico per la malattia non era ancora stato ancora inventato. Da quel momento non riesce più a tornare a buoni livelli. Esordisce in campionato due giorni dopo, in Como-Bologna (2-1).
Nella stagione 1953-1954 veste la maglia del Padova. In seguito torna a Bologna, prendendo parte ad altre 3 gare di campionato, segnando un gol, e ad una partita della Coppa Mitropa 1955. Poi gioca per la Pro Patria, ancora in Serie A, e conclude nel 1958 la carriera dopo aver indossato la maglia del Messina.

## Palmarès
- Campionato italiano Serie C: 1

Treviso: 1949-1950